# Marek Wawrzkiewicz
Marek Aleksander Wawrzkiewicz (ur. 21 lutego 1937 w Warszawie) – polski poeta, dziennikarz, tłumacz.

## Życiorys
Absolwent Wydziału Historii Uniwersytetu Łódzkiego, tłumacz władający kilkoma językami, wydał m.in. antologię poezji rosyjskiej Pamięć. Poeci St. Petersburga. Ponad trzydzieści lat pracował jako dziennikarz radiowy i prasowy. Był redaktorem naczelnym pism literackich „Nowy Wyraz”, „Poezja”, oraz tygodnika „Kobieta i Życie”.
Redaktor audycji literackich Polskiego Radia Łódź.
Debiutował w 1960 roku zbiorem wierszy Malowanie na piasku. W swoim dorobku twórczym ma ponad 30 książek. Są wśród nich tomy wierszy, powieść, szkice teatralne, antologie i książki przekładowe. Do ważnych tomów wierszy należą m.in. Późne popołudnie, Każda rzeka nazywa się Styks, Eliada i inne wiersze, Smutna pogoda, Coraz cieńsza nić, oraz Dwanaście listów – tom apokryficznych tekstów o miłości, śmierci i przemijaniu.
Wiersze Marka Wawrzkiewicza przełożone zostały na kilka języków. Jego opowiadania, wiersze, reportaże i przekłady znaleźć można w kilkudziesięciu antologiach polskich i zagranicznych.
W 1968 roku otrzymał Nagrodę Miasta Łodzi w dziedzinie upowszechnienia kultury (wraz z Jerzym Niteckim, Władysławem Orłowskim, Romanem Sykałą i Tadeuszem Szewerą – zespół odpowiedzialny za opracowanie i zrealizowanie widowiska Idąc tysiącleciem, widowiska plenerowego Ballada partyzancka oraz widowiska Dni, które wstrząsnęły światem).
Uhonorowany wieloma nagrodami literackimi, w tym m.in. nagrodą literacką im. Władysława Reymonta (2007).
Członek PZPR od 1972 roku Od 2000 roku prezes Oddziału Warszawskiego Związku Literatów Polskich, od 2003 roku prezes Zarządu Głównego ZLP.
Był attaché kulturalnym ambasady PRL w Moskwie.
Według zasobów archiwalnych Instytutu Pamięci Narodowej w 1980 roku został pozyskany jako konsultant Służby Bezpieczeństwa do sprawy o kryptonimie Almanach na środowisko literackie.
Został jurorem konkursów literackich.

## Twórczość
- Poezja
  - Malowanie na piasku, WŁ 1960
  - Orzech i nimfa, Czytelnik 1963
  - Ultima Thule, Czytelnik 1967
  - Jeszcze dalej, WŁ 1968
  - Przed sobą, Czytelnik 1973
  - Serce przepiórki, Czytelnik 1977
  - Wybór wierszy, Czytelnik 1982
  - Aż tak, PIW 1984
  - O miłości (wybór), PIW 1990
  - Późne popołudnie, PIW 2001
  - Każda rzeka nazywa się Styks, Wydawnictwo Adam Marszałek 2003
  - Eliada i inne wiersze, Wydawnictwo Adam Marszałek 2003
  - Smutna pogoda, Wydawnictwo Adam Marszałek 2003
  - Dwanaście listów, Wydawnictwo Astra 2005
  - Coraz cieńsza nić, Studio EMKA 2005
  - Ostateczność, Stoen2 2006
  - Światełko; Wiersze wybrane, PIW 2007
  - Dawne słońca, Wydawnictwo Adam Marszałek 2010
  - Epizod, Wydawnictwo Adam Marszałek 2012
  - Piętnaście listów, Zaułek Wydawniczy Pomyłka 2013

- Wybory wierszy w innych językach
  - Dacno popładne (Macedonia), Spektar Pres, Skopje 1998
  - Pesme(Serbia), Meridijan, Smederevo 2003
  - Swetlina (Macedonia) Edicja Plejodi, Struga 2008
  - Świtielko (Ukraina) Feniks, Kijów 2008
  - Wyczerpat morie (Rosja) Wahazar, Moskwa 2012
  - Światełko (Chiny) Zuoija, Pekin 2012
- Varia
  - Ballada o człowieku spokojnym, 1990; słowa piosenki
  - Ballada o burzy i pogodzie, słowa piosenki
  - Sceny wielkie i średnie, szkice teatralne; WŁ 1970
  - Cztery miesiące (pod pseudonimem) ŁUK 1994
  - Kamyki z chińskiej mozaiki, szkice z podróży, Wydawnictwo Adam Marszałek 2008

- Antologie autorskie
  - Od Kochanowskiego do Szymborskiej..., antologia polskiej poezji patriotycznej[6]
  - Noc miłosna; Eros w poezji polskiej., KiW 1998
  - Czerwone winorośla; Panorama poezji macedońskiej, KiW 1996
  - Pamięć; Poeci St. Petersburga, Stelko 2003
  - 12 antologii Warszawskiej Jesieni Poezji

- Filmografia
  - 1961 – I kurczęta muszą się uczyć (komentarz)
  - 1977 – Rekord świata (obsada aktorska)

- Przekłady
  - Jewgienij Jewtuszenko – Kradzione jabłka, wybór wierszy (z rosyjskiego), Czytelnik 1978
  - Wasil Bykau – Sotnikow, powieść (z białoruskiego), Czytelnik 1979
  - Siergiej Obrazcow – Krótkie opowiadania o zwierzętach (z rosyjskiego), Małysz Moskwa 1980
  - Korniej Czukowski – Krokodyl; wiersze dla dzieci (z rosyjskiego), Małysz Moskwa 1980
  - Mateja Matewski – wybór wierszy (z macedońskiego), WL 1978
  - Ante Popławski – List wiarołomny, wybór wierszy (z macedońskiego) KiW 1998
  - Iwan Barkow – Pańskie igraszki, wybór wierszy (z rosyjskiego), Łuk 1994
  - Jidi Maija – Magiczna ziemia, wybór wierszy (z chińskiego, wspólnie z Piotrem Tobołą) Wydawnictwo Adam Marszałek 2007
  - Ling Ping – Blisko, daleko, blisko, wybór wierszy (z chińskiego, wspólnie z Piotrem Tobołą) ZLP 2008
  - Kyz Żibek – narodowy epos kazachski (z rosyjskiego), Oficyna Olszynka 2008

## Odznaczenia
- Krzyż Oficerski Orderu Odrodzenia Polski (2002)[7]
- Srebrny Medal „Zasłużony Kulturze Gloria Artis” (2006)[4]
- Złot Krzyż Zasługi[4]
- Odznaka „Zasłużony Działacz Kultury”[4]
- Medal Pamiątkowy „Pro Masovia”[8]
- Dyplom honorowy Związku Pisarzy ZSRR (1979)[9]